# Facesitting

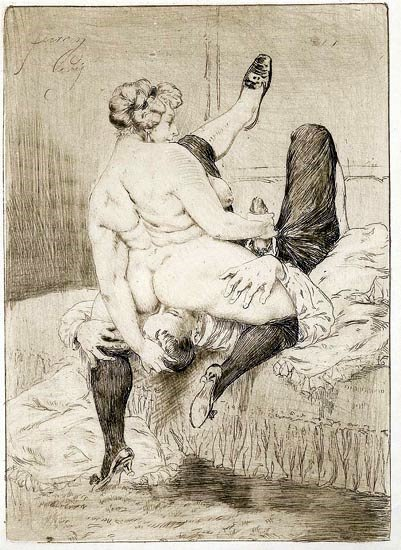
Vyobrazení facesittingu

Facesitting (anglicky doslova sezení na obličeji) je sexuální praktika, při níž jeden z partnerů sedí na obličeji druhého. Většinou při tomto dochází k orálnímu nebo análně-orálnímu sexuálnímu kontaktu, méně často k pissingu, případně koprofilním praktikám, pokud muž sedí na ženě, často také dochází k teabaggingu. Většinou se tato praktika považuje za součást BDSM.
Obvykle dominantní žena sedí na tváři submisivního muže, ale variant je mnoho. Facesittingu je podobná „klasičtější“ forma orálního sexu, při které muž provádí cunnilingus a žena přitom svírá jeho hlavu mezi stehny. Také je možno ho kombinovat s dušením.